# Petrovitchi
Petrovitchi (en russe : Петровичи) est un village russe de l'oblast de Smolensk, à environ 400 kilomètres au sud-ouest de Moscou et environ 16 km à l'est de la frontière avec la Biélorussie (53° 58′ 35″ N, 32° 09′ 46″ E).
C'est le village de naissance d'Isaac Asimov. Il en partit à l'âge de 3 ans, avec ses parents et sa sœur, pour migrer aux États-Unis d'Amérique.